# Список котячих порід
У цьому списку представлено повний перелік всіх порід кішок, які були офіційно зареєстровані у фелінологічних організаціях по всьому світу. Породи подані в алфавітному порядку для зручності користування, що дозволяє швидко знаходити необхідну інформацію. Для кожної породи вказано країну, в якій вона була виведена, а також тип виведення, що описує особливості селекції породи (наприклад, природний або штучний), тип будови тіла (якщо він є специфічним для певної породи, наприклад, мускулисте або витончене тіло), довжину шерсті (коротка, середня або довга) та можливі варіанти забарвлень, які є характерними для цієї породи.
Кожна порода кішок супроводжується ілюстрацією, яка розміщена в правій частині таблиці. Це дозволяє не лише ознайомитися з текстовою інформацією, а й побачити зовнішній вигляд кожної породи, що значно полегшує її впізнавання та вивчення.
Станом на 2016, Міжнародна асоціація котів (TICA) визнає 58 порід, Асоціація любителів кішок (CFA) визнає 44 порід, Міжнародна федерація кішок (FIFe) визнає 43 порід.

## Породи
| Порода                                | Країна                | Походження       | Тип будови  | Довжина шерсті           | Забарвлення                             | Фото                                |
| ------------------------------------- | --------------------- | ---------------- | ----------- | ------------------------ | --------------------------------------- | ----------------------------------- |
| Абісинська кішка                      | Єгипет                | Природне         | Орієнтальна | Коротка                  | Тікед                                   |                                     |
| Австралійська димчаста кішка          | Австралія             | Схрещування      | Модерна     | Коротка                  | Смугасте або класичне таббі             |                                     |
| Азійська                              | Велика Британія       | Схрещування      |             | Коротка                  | Всі                                     |                                     |
| Азійська напівдовгошерста або тифані  | Велика Британія       |                  |             | Напівдовга               | Однотонне                               |                                     |
| Американська жорсткошерста кішка      | США                   | Мутація          |             | Рексова                  | Всі                                     |                                     |
| Американська короткошерста кішка      | США                   |                  |             | Коротка                  |                                         |                                     |
| Американський бобтейл                 | США                   |                  |             | Коротка/Напівдовга       |                                         |                                     |
| Американський керл                    | США                   | Мутація          |             | Коротка/Довга            | Всі                                     |                                     |
| Анатолійська кішка                    | Туреччина             |                  |             | Коротка                  | Всі                                     |                                     |
| Американський полідактиль             | США                   | Природне         |             | Коротка                  |                                         |                                     |
| Арабська мау                          | Аравійський півострів | Природне         |             | Коротка                  |                                         |                                     |
| Ашера                                 | США                   | Схрещування      |             | Коротка                  |                                         |                                     |
| Балійська кішка                       | США                   | Схрещування      | Орієнтальна | Довга                    | Колорпоінт                              |                                     |
| Бенгальська кішка                     | США                   | Гібрид           |             | Коротка                  | Смугасте/Мармурове                      |                                     |
| Бірманська кішка                      | Франція               | Природне         |             | Довга                    | Колорпоінт                              |                                     |
| Блакитноока кішка                     | США                   |                  |             | Коротка                  |                                         |                                     |
| Бомбейська кішка                      | Таїланд               | Схрещування      |             | Коротка                  | Однотонне                               |                                     |
| Бразильська короткошерста кішка       | Бразилія              | Природне         |             | Коротка                  | Всі                                     |                                     |
| Британська довгошерста                | Велика Британія       |                  |             | Довга                    |                                         |                                     |
| Британська короткошерста кішка        | Велика Британія       | Природне         | Коббі       | Коротка                  | Всі                                     |                                     |
| Бурманська кішка                      | Таїланд               | Природне         |             | Коротка                  | Однотонне                               |                                     |
| Бурмила                               | Велика Британія       | Схрещування      |             | Коротка/Довга            |                                         |                                     |
| Гавана браун                          | Таїланд               |                  |             | Коротка                  | Однотонне                               |                                     |
| Гімалайська кішка                     | США                   | Схрещування      |             | Довга                    | Колорпоінт                              |                                     |
| Девон-рекс                            | Велика Британія       | Мутація          | Орієнтальна | Рексова                  | Всі                                     |                                     |
| Донський сфінкс                       | Росія                 |                  |             | Шерсть повністю відсутня |                                         |                                     |
| Дракон Лі                             | Китай                 | Природне         |             | Коротка                  | Смугастий таббі                         |                                     |
| Егейська кішка                        | Греція                | Природне         | Стандартна  | Напівдовга               | дво- чи триколірна                      |                                     |
| Екзотична короткошерста               | США                   | Схрещування      | Коббі       | Коротка                  | Всі                                     |                                     |
| Європейська короткошерста             | Швеція                | Природне         |             | Коротка                  |                                         |                                     |
| Єгипетська мау                        | Єгипет                | Природне         |             | Коротка                  | Смугасте                                |                                     |
| Йоркська шоколадна кішка              | США                   |                  |             | Напівдовга               |                                         |                                     |
| Каліфорнійська кішка                  | США                   | Схрещування      |             | Коротка                  | Смугасте                                |                                     |
| Канаані                               | Ізраїль               |                  |             | Коротка                  |                                         |                                     |
| Као-мані                              | Таїланд               | Схрещування      |             | Коротка                  |                                         |                                     |
| Карельський бобтейл                   | Фінляндія             | Схрещування      |             | Коротка/Напівдовга       |                                         |                                     |
| Кімрійська або Кімрик                 | Мен                   | Природне/Мутація |             | Довга                    |                                         |                                     |
| Корат                                 | Таїланд               | Природне         |             | Коротка                  | Мальтійське                             |                                     |
| Корніш-рекс                           | Велика Британія       | Мутація          |             | Рексова                  | Всі                                     |                                     |
| Короткошерстий колорпоінт             |                       |                  |             | Коротка                  |                                         |                                     |
| Курильський бобтейл                   | Японія                | Природне         | Семі-коббі  | Коротка/Довга            |                                         |                                     |
| ЛаПерм                                | США                   | Мутація          | Модерна     | Рексова                  | Всі                                     |                                     |
| Лікой                                 | США                   | Мутація          |             |                          |                                         | Dea_Chiara_De_La_Vallée_Des_Dieux_5 |
| Манчкін                               | США                   | Мутація          |             | Коротка/Довга            |                                         |                                     |
| Мейн-кун                              | США                   | Природне         |             | Довга                    | Всі за винятком колорпоінт і плямистого |                                     |
| Менська кішка або Менкс               | Мен                   | Природне/Мутація |             | Коротка/Довга            | Всі                                     |                                     |
| Нібелунг                              | США                   |                  |             | Напівдовга               | Однотонне                               |                                     |
| Німецький рекс                        | Німеччина             | Мутація          |             | Рексова                  |                                         |                                     |
| Норвезька лісова                      | Норвегія              | Природне         |             | Довга                    | Всі за винятком колорпоінт              |                                     |
| Орегонський рекс                      | США                   | Мутація          |             | Рексова                  |                                         |                                     |
| Орієнтальна                           | США                   |                  | Орієнтальна | Коротка                  | Всі за винятком колорпоінт              |                                     |
| Орієнтальна довгошерста або яванез    | Ява                   | Схрещування      | Орієнтальна | Довга                    | Колорпоінт                              |                                     |
| Орієнтальний біколор                  |                       |                  |             | Коротка                  |                                         |                                     |
| Оцикет                                | США                   | Схрещування      |             | Коротка                  | Смугасте                                |                                     |
| Перська кішка                         | Іран                  |                  | Cobby       | Довга                    | Всі                                     |                                     |
| Піксибоб                              | США                   | Природне         |             | Коротка                  | Смугасте                                |                                     |
| Пітерболд або петербурзький сфінкс    | Росія                 | Схрещування      | Орієнтальна | Шерсть повністю відсутня | Всі                                     |                                     |
| Пуделькет                             |                       |                  |             | Рексова                  | Всі                                     |                                     |
| Раґамаффін                            | США                   | Схрещування      | Коббі       | Довга                    | Всі                                     |                                     |
| Регдол                                | США                   | Схрещування      | Коббі       | Довга                    | Колорпоінт/Біколор                      |                                     |
| Російська біла, чорна і таббі         | Австралія             | Схрещування      |             | Коротка                  |                                         |                                     |
| Російська блакитна                    | Росія                 | Природне         |             | Коротка                  | Мальтійське                             |                                     |
| Саванна                               | США                   | Гібрид           |             | Коротка                  | Смугасте                                |                                     |
| Сейшельська                           | Велика Британія       |                  |             | Коротка                  |                                         |                                     |
| Селкірк-рекс                          | США                   | Мутація          |             | Рексова (Коротка/Довга)  | Всі                                     |                                     |
| Серегнеті                             | США                   | Гібрид           |             | Коротка                  | Смугасте                                |                                     |
| Сибірська кішка                       | Росія                 | Природне         | Коббі       | Напівдовга               | Всі                                     |                                     |
| Сингапурська кішка                    | Сингапур              | Природне         |             | Коротка                  | Тікед                                   |                                     |
| Сіамська кішка                        | Таїланд               | Природне         | Орієнтальна | Коротка                  | Колорпоінт                              |                                     |
| Сквіттен                              |                       | Мутація          |             | Коротка                  |                                         |                                     |
| Скотіш фолд або Шотландська висловуха | Шотландія             | Природне         | Коббі       | Коротка/Довга            | Всі                                     |                                     |
| Сноу-шу                               | США                   | Схрещування      |             | Коротка                  | Колорпоінт                              |                                     |
| Сомалійська                           | Австралія             | Мутація          |             | Довга                    | Тікед                                   |                                     |
| Соукок                                | Кенія                 | Природне         |             | Коротка                  | Класичне таббі з плямами                |                                     |
| Сумксу                                | Китай                 | Природне/Мутація |             |                          |                                         |                                     |
| Сфінкс                                | Канада                | Мутація          | Орієнтальна | Шерсть повністю відсутня | Всі                                     |                                     |
| Тайська                               | Таїланд               | Природне         |             | Коротка                  | Колорпоінт                              |                                     |
| Тайський бобтейл                      | Таїланд               | Природне         |             | Коротка                  | Колорпоінт                              |                                     |
| Той-бобтейл                           | Росія                 |                  |             | Коротка                  | Колорпоінт                              |                                     |
| Тойгер                                |                       |                  |             | Коротка                  |                                         |                                     |
| Тонкінська                            | Канада                | Схрещування      |             | Коротка                  | Колорпоінт/Тікед/Однотонне              |                                     |
| Турецька ангора                       | Туреччина             | Природне         |             | Напівдовга               | Всі за винятком колорпоінт              |                                     |
| Турецький ван                         | Туреччина             | Природне         |             | Напівдовга               | Всі білі                                |                                     |
| Український левкой                    | Україна               |                  |             | Шерсть повністю відсутня |                                         |                                     |
| Уссурі                                | Росія                 | Природне         |             | Коротка                  | Смугасте                                |                                     |
| Уральський рекс                       | Росія                 |                  |             | Рексова                  |                                         |                                     |
| Четог                                 | США                   | Гібрид           |             | Коротка                  | Смугасте                                |                                     |
| Шантільї-Тіфані                       | США                   | Схрещування      |             | Напівдовга               | Однотонне                               |                                     |
| Шартрез                               | Франція               | Природне         | Коббі       | Коротка                  | Мальтійське                             |                                     |
| Шаузі                                 | США                   | Гібрид           |             | Коротка                  | Тікед                                   |                                     |
| Японський бобтейл                     | Японія                | Природне         | Модерна     | Коротка/Довга            | Всі за винятком колорпоінт і плямистого |                                     |
| Порода                                | Країна                | Походження       | Тип будови  | Довжина шерсті           | Забарвлення                             | Фото                                |